# Vijayaranga Chokkanatha
Vijayaranga Chokkanatha (? - 15 de febrer de 1732) fou naik de Madura del 1689 fins a la seva defunció, sent fill de Muttu Virappa Nayaka III, el naik anterior, i de la reina Muttammal.

## Biografia
Va néixer després de la mort del seu pare i la seva àvia Mangammal va assolir la regència a la mort de Muttu Virappa Nayaka III. Muttammal va fer el sati (suïcidi ritual) després de donar a llum. Es diu que els dos o tres darrers anys va esdevenir impopular per causa d'una relació amorosa amb el ministre Achchaiya (segons Nelson). La impopularitat va augmentar quan es va mostrar poc disposada a cedir el poder al rei que arribava a la majoria d'edat. Llavors segons la tradició oral, fou arrestada, empresonada i deixada morir de gana. Els seus amors amb el ministre es basen en una estàtua d'Archchaiya i un bust de Mangammal on el seu suposat amant va vestit amb moltes joies; el cert és que als darrers anys del seu govern tenia uns 55 anys i que els jesuïtes no esmenten cap afer amorós ni cap circumstància que pugui deixar pensar en una mort no natural.
La regència va durar 18 anys segons almenys tres fonts (la «Història dels governadors del Carnàtic», un manuscrit suplementari i el manuscrit de Mackenzie); el manuscrit Mrtyunjaya dona 19 anys; la crònica de Pandya dona 12 anys (cosa possible, ja que les seves inscripcions van entre 1692 i 1706 i aquesta darrera seria la de la mort de la regent i no el final de la regència, però poc probable, ja que el rei hauria tingut només uns 11 anys si va néixer pòstum i uns 26 si tenia uns 14 anys a l'inici de la regència; tampoc ho confirmen les cartes dels jesuïtes). Se sap que la regent va morir després de Chikkadeva Raya de Mysore el qual va morir vers el 12 de desembre de 1704, i probablement el 1706 o després, ja que hi ha una inscripció datada el 1706/1707.
Llavors Vijayaranga Chokkanatha va assolir el poder com a major d'edat, probablement després del 1706 (la seva primera inscripció és de 1708).
El seu regnat és recordat per l'enfonsament de l'estat. El rei es va mostrar indiferent als afers d'estat, dedicant-se principalment als afers religiosos que eren el tema del seu màxim interès, i va deixar el control del govern en mans de ministres, que foren administradors dolents i opressors del poble. Es coneixen alguns ministres: el dalavay Kasturi Rangaiya (apareix en una inscripció el 8 de març de 1712; i Venkatakrishnaiya que és esmentat com a pradhani. Es van imposar nombroses taxes noves que van portar a manifestacions populars hostils. El rei administrava personalment el temple de Devasthanam; va fer donacions a institucions (matha) de llocs llunyans com Tirukkalukuhram (1717) i Sosale (1708); va participar en llargs pelegrinatges de manera freqüent.
Una fam va afectar el país entre 1710 i 1720. Coimbatore i Salem (Tamil Nadu) van quedar per sempre en mans de Mysore. Després del 1720 la situació al país fou més estable; el 1726 el rei de Travancore li va demanar ajut contra els seus enemics interns.
Kilavan Setupati de Marava o Ramnad va morir el [1710] segons els jesuïtes després d'un regnat que havia durat uns 35 anys (vers 1675-1710) i quan devia tenir més de 80 anys. És segur que entre 1710 i 1720 la fam i la pesta afectaven el país marava. Bhavani Sankara Teva, el fill il·legítim de Kalivan, era el successor designat, però la noblesa va fer escollir al seu candidat Vijayaraghunatha, que fou coronat i que segons una carta del jesuïta Mantins del 1713 era el segon fill de Kilavan; Martins també diu que Vagudanatha Teva o Tadiya Teva (que seria Bhavani Sankara Teva) dominava la major part de Marava i que permetia la sobirania del seu germà sobre una petita part perquè, segons el jesuita, era un governant més intel·ligent que Teva, però això sembla reflectir una posició política favorable a Teva (que era cristià) més que la situació real; ni tan sols és segur que es tracti de dos germans, encara que és probable. Potser Vijayaraghunatha es va imposar i després va deixar el tron al seu germà Vagudanatha Teva més capacitat i va retenir una part del país. El més probable és que Vijayaraghunatha que tenia el suport popular fos efectivament setupati i li disputés el poder Bhavani Sankara Teva; el primer residia normalment a la fortalesa de Arantangi. Potser per atreure als partidaris del seu germà es va mostrar favorable als cristians però era un hinduista religiós que feia visites freqüents i donacions al temple de Ramesvaram i en va construir d'altres. Va donar permís als missioners per edificar esglésies i fins i tot els va garantir els materials i una gran església fou construïda vers el 1711; més tard es suposa que va canviar de política, ja que els jesuïtes es queixen de la seva actitud i la contrasten amb la del seu germà Vaduganatha Teva. Vers 1715 el sobirà va cedir el govern de Ramnad al seu cunyat Tiruvaluvanathan, un home de gran pietat, que en absència del raja va visitar l'església cristiana de la ciutat i va participar en unes cerimònies religioses cristianes; llavors Vijayaraghunatha, que era a Arantangi on residia, se'n va assabentar, i es diu que va decidir expulsar els cristians.
Les pluges normals van acabar la fam i van reviure el país de Madura i el país Marava vers el 1720 després de deu anys de desgràcia. Però a Marava les intrigues de Bhavani Sankara Teva portaven a la guerra: va obtenir el suport del raja de Pudokkotai i del raja de Tanjore i amb els seus seguidors, amb el suport de soldats dels seus dos aliats, va atacar Arantangi. Durant la defensa de la fortalesa es va declarar una epidèmia de la que Vijayaraghunatha va morir (fou portat malalt a Ramnad i va morir allí, el 1720 segons els jesuïtes, però l'historiador Rangachari assenyala 1723 sense donar la font). Abans de morir havia designar successor a Tanda Teva, un besnet del pare de Kilavan Setupati, però Bhavani Sankari va reclamar els seus drets per la via diplomàtica; va obtenir el suport de la seva "sogra" (la principal concubina de Vijayaraghunatha, una neboda de la qual era esposa de Bhavani Sankara) i fou finalment proclamat, però Tanda Teva no es volia rendir sense lluitar i va demanar ajut al rei Vijayaranga Chokkanatha de Madura i al raja de Pudokkotai, als que va prometre territoris a canvi de l'ajut; amb aquest ajut va assetjar Arantangi i Bhavani Sankara en veure l'exèrcit assetjant es va desmoralitzar i va fugir a Tanjore; va prometre al raja de Tanjore tots els territoris al nord del Pambar a canvi d'ajut i al cap de pocs mesos (dos o tres) un exèrcit de Tanjore dirigit per Bhavani i un general del raja, entrava a Marava i es presentava davant de Ramnad. Tanda Teva va cridar als seus aliats; Madura va enviar soldats i Pudokkotai un petit exèrcit; el general de Tanjore va desbandar aquestes forces; dos fills del raja de Pudokkotai foren fets presoners i el seu pare va acceptar un acord ràpidament. Després d'això Ramnad va quedar assetjada i el seu fort fou minat i capturat. Tanda Teva fou capturat i junt amb alguns seguidors fou executat. Bhavani Sankara Teva esdevingué per segona vegada setupati. Però no tenia el suport popular i a més es va enfrontar al cap més poderós al que va confiscar els seus territoris; aquest cap va fugir a Tanjore on pels seus heroics fets d'armes va guanyar el favor reial; a Tanjore es va trobar amb un altre refugiat, Kattaya Teva, oncle matern de Tanda Teva; amb el temps els dos homes van convèncer el raja per ajudar-los a prendre el poder a Marava a canvi dels territoris al nord del Pambar (la mateixa promesa de Bhavani Sankara el qual demorava el seu compliment i de fet no tenia cap intenció de fer la cessió). Tanjore va envair Marava, i va derrotar a Bhavani a la batalla d'Uraiyur; el setupati fou fet presoner i portat a Tanjore (1729). Els territoris al nord del Pambar foren annexionats per Tanjore segons el que s'havia acordat; la resta fou dividit en cinc parts: tres per Kattaya Teva que fou proclamat setupati amb el nom de Kumara Muttu Vijayaraghunatha Setupati i les altres dues parts al polegar espoliat, que va esdevenir després raja de Sivaganga. Reduït el país marava va deixar de ser un dels estats influents per passar a ser un poder local igual que Sivaganga i de fet aquest fou el que més gloria va obtenir sense poder reviure l'antic poder de Marava. En vint anys (després de 1710) la primera inscripció d'un setupati apareix datada el 1730.
Vijayaranga Chokkanatha va deixar inscripcions datades el 1708, 1715, 1716, 1717, 1721, 1724, 1727, i 1728 amb 23 donacions de terres i pobles. Va fer peregrinacions a Srirangam, Jambukevaram, Madura, Tinnevelly, Alvar-Tirunagari, i Sri-Vaikuntham. Va esgotar el tresor amb les seves donacions. Era molt conservador en material social i va rebutjar una oferta de matrimoni amb una princesa cingalesa perquè era d'una casta inferior (despatxant als ambaixadors de mala manera).
Vijayaranga Chokkanatha va morir 15 de febrer de 1732 segons el manuscrit Mrtyunjaya; les dates varien una mica en altres fonts però totes estan d'acord que fou al començament del 1732. La darrera inscripció el situa viu encara l'agost o setembre del 1731. La primera inscripció del seu successor la reina Minakshi està datada el 1733.